# Heteropoda sumatrana
Heteropoda sumatrana är en spindelart som beskrevs av Tord Tamerlan Teodor Thorell 1890. Heteropoda sumatrana ingår i släktet Heteropoda och familjen jättekrabbspindlar.

## Underarter
Arten delas in i följande underarter:
- H. s. javacola
- H. s. montana